# Kristhielee Caride
Kristhielee Yinaira Caride Santiago còn được biết đến với cái tên Kristhielee Caride (sinh ngày 8 tháng 7 năm 1991 tại Bayamón) là một nữ diễn viên, người mẫu và chủ nhân cuộc thi sắc đẹp người Puerto Rico, người đã giành danh hiệu Hoa hậu Hoàn vũ Puerto Rico 2016.
Caride được chỉ định đại diện cho Puerto Rico tại cuộc thi Hoa hậu Hoàn vũ 2016, cho đến khi cô bị truất ngôi từ danh hiệu này. Quyết định có hiệu lực vào ngày 17 tháng 3 năm 2016 bởi Tổ chức Hoa hậu Hoàn vũ Puerto Rico. Caride đã thách thức quyết định này tại tòa án Puerto Rico, phán quyết chống lại cô vào ngày 13 tháng 9 năm 2016.

## Nghề nghiệp
Caride có bằng cử nhân của Đại học Puerto Rico (Cơ sở Río Piedras) chuyên ngành Giáo dục Sân khấu và Kịch.

## Cuộc thi sắc đẹp

### Hoa hậu Hoàn vũ Puerto Rico
Kristhielee tham dự cuộc thi Hoa hậu Hoàn vũ Puerto Rico 2014 với tư cách đại diện cho đô thị Dorado  nơi cô giành được vị trí là một trong 16 thí sinh lọt vào chung kết. Caride sau đó đã tham dự cuộc thi Hoa hậu Hoàn vũ Puerto Rico 2016 đại diện cho đô thị của Isabela nơi cô đã giành chiến thắng trong cuộc thi.

#### Truất ngôi
Vào ngày 17 tháng 3 năm 2016, Desiree Lowry tuyên bố trên truyền hình quốc gia rằng Caride đã bị tước danh hiệu sau cuộc phỏng vấn gây tranh cãi giữa Caride và phóng viên giải trí Venezuela Patricia Vargas. Theo Tổ chức Hoa hậu Hoàn vũ Puerto Rico, lý do cô bị truất ngôi là vì cô vừa thô lỗ vừa kiêu ngạo với một nhà báo trong một cuộc phỏng vấn trên truyền hình, từ chối tham gia chụp một tấm ảnh.
Caride sau đó đã viết một bức thư xin lỗi nhà báo và giải thích với tổ chức rằng cô đã trải qua các vấn đề cá nhân và đang có một ngày khó khăn. Ngay sau đó, Lowry và chủ sở hữu nhượng quyền của tổ chức Luisito Vigoreaux đã ra thông cáo báo chí tuyên bố rằng vì Caride không hoàn thành đúng theo nghĩa vụ theo hợp đồng với tư cách là Hoa hậu Hoàn vũ Puerto Rico 2016 do bỏ lỡ nhiều lần xuất hiện trước công chúng, cô sẽ được thay thế bởi Á hậu 1 Hoa hậu Hoàn vũ Puerto Rico 2016 Brenda Jiménez.
Vào ngày 6 tháng 5 năm 2016, thẩm phán tòa án cho phép vụ kiện tiến hành, nhưng không ngay lập tức khôi phục lại vương miện cho Caride. Vào ngày 7 tháng 7 năm 2016, nhiều cửa hàng chính ở Puerto Rico đã phát hiện ra một báo cáo phân tích nước tiểu về cáo buộc sử dụng Cần sa bất hợp pháp của Caride. Các báo cáo này đã bị từ chối như không thể chấp nhận bởi tòa án Bayamon thẩm phán Francisco Rebollo Casalduc vào ngày 09 tháng 7 năm 2016. Theo đó, đại diện hợp pháp Caride của tuyên bố thông qua Twitter rằng bất kỳ tiết lộ hồ sơ y tế Caride mà không cần sự đồng ý của cô ấy đang vi phạm bất hợp pháp Bảo hiểm Di động sức khỏe và Luật Trách nhiệm giải trình sự riêng tư luật pháp 
Một phiên điều trần được truyền hình công khai thứ cấp đã diễn ra vào ngày 21 tháng 7 năm 2016, với việc nộp các bằng chứng từ mỗi bên, không có giải pháp. Phiên tòa thứ ba đã được lên kế hoạch cho 15 trận 19 tháng 8 năm 2016 với các cuộc thảo luận mở rộng. Từ tháng 7 đến tháng 9 năm 2016, thẩm phán chủ tọa phán quyết rằng tất cả các giải thưởng liên quan đến danh hiệu của cô, bao gồm công tác đào tạo tối thiểu do Tổ chức Hoa hậu Hoàn vũ Puerto Rico cung cấp, sẽ được trao cho Caride cho đến khi phán quyết cuối cùng được đưa ra.
Vào ngày 13 tháng 9 năm 2016, tòa án Puerto Rico đã công bố phán quyết của mình đối với Caride và yêu sách của cô đối với vương miện và danh hiệu. Vương miện và danh hiệu của cô đã bị tịch thu và trao cho Á hậu 1 Brenda Jiménez của Aguadilla để đại diện cho đất nước tại cuộc thi Hoa hậu Hoàn vũ 2016.